# Derek Haas (hockey sur glace)
Pour les articles homonymes, voir Derek Haas.
Derek Haas, né le 1er mai 1955 à Trail dans la province de la Colombie-Britannique, au Canada, est un joueur et entraîneur franco-canadien de hockey sur glace.

## Carrière
Il évolue aux Cougars de Victoria de 1973 à 1974, aux Cowboys de Calgary puis aux Indians de Springfield de 1975 à 1976, aux Sharks de Tidewater puis aux Blades d'Érié de 1976 à 1977. Il revient ensuite aux Indians de Springfield de 1977 à 1979 avant de rejoindre l'Allemagne où il joue pour les Kölner Haie. Après une saison 1981-1982 aux Smoke Eaters de Trail puis aux Indians de Springfield, il émigre en Europe. Après en passage en Ligue B suisse, il émigre en France. Il évolue de 1988 à 1989 avec les Ours de Villard-de-Lans puis de 1989 à 1991 avec les Français volants de Paris et de 1991 à 1992 avec les Sangliers Arvernes de Clermont.
En équipe nationale, il dispute avec l'équipe de France de hockey sur glace les Jeux olympiques de 1988, terminant onzième au classement final.